# Stefan Plat
Stefan Plat (Volendam, 7 november 1992) is een Nederlands voormalig voetballer die doorgaans speelde als middenvelder. Tussen 2013 en 2024 was hij actief voor FC Volendam, RKAV Volendam, VV Katwijk en opnieuw RKAV Volendam. Hij is de broer van Johan Plat en Robert Plat en oom van Alex Plat, allemaal eveneens voetballer.

## Clubcarrière
Plat speelde voor de jeugd van RKAV Volendam, waar hij ook in het eerste elftal speelde. In 2013 verscheen hij op de radar van profclub FC Volendam, waar hij uiteindelijk ook naartoe trok. Op 4 oktober 2013 maakte Plat als invaller voor Damiën Menzo zijn debuut tijdens het duel met FC Oss (3–1 overwinning). Menzo had in die wedstrijd de einduitslag beslist na twee doelpunten van Soufiane Laghmouchi en een van Guyon Philips. In 2014 ging hij voor het zaterdagteam van RKAV Volendam spelen. Een jaar later verkaste hij naar VV Katwijk, waarvoor ook zijn broer Johan ging spelen. Drie jaar later, in 2018, keerde Plat terug naar RKAV Volendam. In de zomer van 2024 besloot Plat op eenendertigjarige leeftijd een punt achter zijn actieve loopbaan te zetten.